# جکی استالونه
ژاکلین فرانسیس استالونه (به انگلیسی :Jacqueline Frances Stallone) یک ستاره‌شناس آمریکایی، رقصنده سابق و کشتی‌گیر بود. او مادر بازیگر سیلوستر استالونه و آهنگساز فرانک استالونه بود .

## زندگی شخصی
جکی استالونه در سال ۱۹۲۱ در واشینگتن دی سی به دنیا آمد. پدرش یک وکیل در واشینگتن بود و مادرش یک فرانسوی بود. در حالی که پدرش بعد از جنگ جهانی اول در نیروی دریایی ایالات متحده در خدمت کرد. پدربزرگ و مادربزرگ پدر و مادرش، رز (لامکل) و چارلز لاوفیزز، مهاجران یهودی از اودسا، در اوکراین بودند.
او اولین زنی است که در یک برنامه تلویزیونی روزانه ورزش وزنه‌برداری در واشینگتن دی سی اجرا می‌کرد. بعد از آن یک باشگاه زنانه به نام باربلا (به انگلیسی: Barbella) را تأسیس کرد.